# Catastrophe & Cure

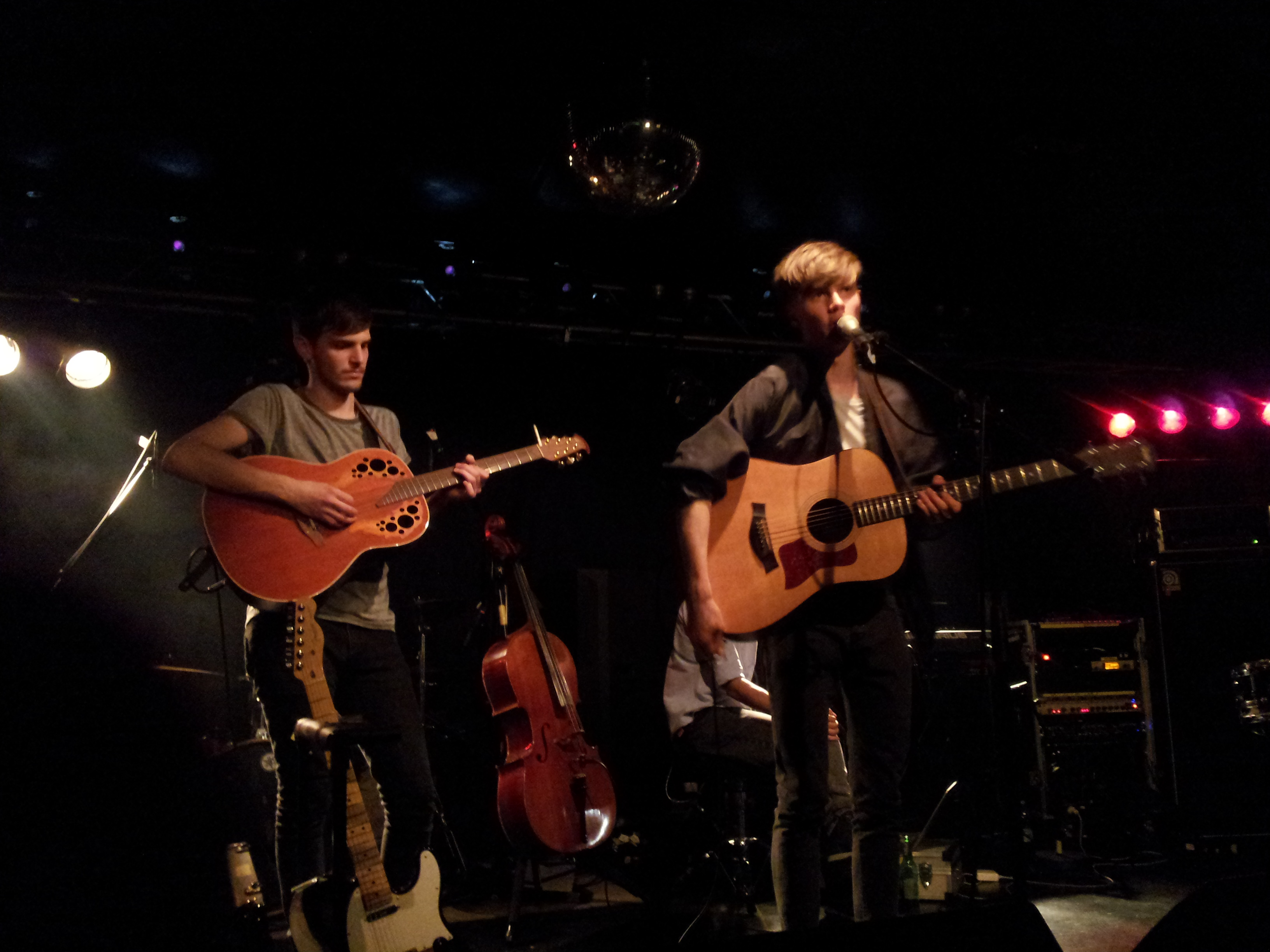
Catastrophe & Cure (2014)

Catastrophe & Cure ist eine 2009 gegründete Indie-Rock-Band aus Steyr, Oberösterreich.

## Geschichte
Catastrophe & Cure wurde 2009 von Raphael Rameis, Patrick Steinhuber, Lukas Kargl und Johannes Eder in Steyr gegründet.  2010 veröffentlichte die Band ihre erste EP Somewhere in Between und produzierte zu dem Song It Isn't That Easy ihr erstes Musikvideo, welches unter anderem auf dem Musiksender gotv gezeigt wurde. Ende Oktober 2010 moderierte die Band außerdem die Sendung Hosted by auf dem gleichen Sender.
Im Oktober 2012 veröffentlichten Catastrophe & Cure, zwischenzeitlich um Sebastian Kargl und Maximilian Atteneder gewachsen, ihr Debütalbum Like Crazy Doves, produziert von Johannes Eder und Markus Birkle, dem Live-Gitarrist der Fantastischen Vier und Produzent in Stuttgart. Das Debütalbum erhielt österreichweit große Beachtung, die erste Single Shipwreck kletterte auf Platz 2 der Charts des öffentlich-rechtlichen Radiosenders FM4. Für das Album Like Crazy Doves gewann die Band im Jahr 2013 den Amadeus Austrian Music Award in der Kategorie FM4 Award.
Im April 2015 wurde das zweite Album Undeniable/Irresistible auf Schoenwetter Schallplatten veröffentlicht. Die Produktion übernahmen erneut Johannes Eder und Markus Birkle. Undeniable/Irresistible wurde von den Kritikern wohlwollend aufgenommen, die Band veränderte ihren melancholischen Sound hin zu einem kühleren, elektronischeren Klangbild. Die Singleauskopplungen Undeniable/Irresistible und Bones waren in den Radio-FM4-Charts vertreten. Das Musikvideo zum Song The Shore wurde im Rahmen des Crossing Europe Filmfestivals Linz 2016 ausgestrahlt.

## Auszeichnungen
Im November 2012 wurden Catastrophe & Cure von der Musikredaktion des Radiosenders FM4 zur Soundpark-Band des Monats gewählt.
Für das Album Like Crazy Doves gewann die Band im Jahr 2013 den Amadeus Austrian Music Award in der Kategorie FM4 Award.
Das Musikvideo zum Song The Shore wurde im Rahmen des Crossing Europe Filmfestivals Linz 2016 ausgestrahlt.

## Diskografie

### Album
- 2012: Like Crazy Doves (Eigenveröffentlichung)
- 2015: Undeniable/Irresistible (Schoenwetter Schallplatten)
- 2020: Somewhere Down the Line (Töchtersöhne Records)
- 2025: In the Wind (Blank Spots Records)

### EP
- 2010: Somewhere in Between (Soundspur Records)
- 2017: Blank Spots[19] (Ink Music)

### Kompilationen
- 2012: FM4 Soundselection 27 (Universal)
- 2015: Austrozone Vol. 2 (Universal)
- 2015: Austrozone Vol. 3 (Universal)

### Singles
- 2012: Shipwreck
- 2012: Quite Alright
- 2013: Like Crazy Doves
- 2014: Undeniable/Irresistible
- 2015: Bones
- 2015: The Shore
- 2016: Blank Spots
- 2017: On the Internet
- 2020: Somewhere Down the Line
- 2020: Another Wave